# European Touring Car Championship
FIA European Touring Car Championship, förkortas ETCC, tidigare känt som European Touring Car Challenge, European Super Touring Cup och FIA European Super Touring Championship, var det första europeiska standardvagnsmästerskapet. ETCC startade 1963 och upphörde 1988. Det startades igen 2000, men bytte namn till World Touring Car Championship till säsongen 2005. 
Sedan 2005 körs i stället European Touring Car Cup med en eller ett fåtal tävlingshelger under året.

## Säsonger

### 1963–1988
| År   | Mästare                                                                     | Mästare                                                                     | Märke                                                                           | Märke                                                                           | Märke                                                                           | Märke                                                                           | Märke                                                                           |
| ---- | --------------------------------------------------------------------------- | --------------------------------------------------------------------------- | ------------------------------------------------------------------------------- | ------------------------------------------------------------------------------- | ------------------------------------------------------------------------------- | ------------------------------------------------------------------------------- | ------------------------------------------------------------------------------- |
| 1963 | Peter Nöcker (Jaguar Mk II)                                                 | Peter Nöcker (Jaguar Mk II)                                                 | -                                                                               | -                                                                               | -                                                                               | -                                                                               | -                                                                               |
| 1964 | Warwick Banks (BMC Mini Cooper S)                                           | Warwick Banks (BMC Mini Cooper S)                                           | -                                                                               | -                                                                               | -                                                                               | -                                                                               | -                                                                               |
|      | Div.3 Mästare                                                               | Div.3 Mästare                                                               | Div.3 Märke                                                                     | Div.2 Mästare                                                                   | Div.2 Märke                                                                     | Div.1 Mästare                                                                   | Div.1 Märke                                                                     |
| 1965 | Jacky Ickx (Ford Mustang)                                                   | Jacky Ickx (Ford Mustang)                                                   | Ford                                                                            | John Whitmore (Ford Lotus Cortina)                                              | Ford                                                                            | Ed Swart (Abarth 1000 TC)                                                       | Abarth                                                                          |
| 1966 | Hubert Hahne (BMW 2000TI)                                                   | Hubert Hahne (BMW 2000TI)                                                   | BMW                                                                             | Andrea de Adamich (Alfa Romeo 1600 GTA)                                         | Alfa Romeo                                                                      | Giancarlo Baghetti (Abarth 1000 TC)                                             | Abarth                                                                          |
| 1967 | Karl von Wendt (Porsche 911)                                                | Karl von Wendt (Porsche 911)                                                | Porsche                                                                         | Andrea de Adamich (Alfa Romeo 1600 GTA)                                         | Alfa Romeo                                                                      | Willi Kauhsen (Abarth 1000 TC)                                                  | Abarth                                                                          |
| 1968 | Dieter Quester (BMW 2002)                                                   | Dieter Quester (BMW 2002)                                                   | BMW                                                                             | John Rhodes (Morris Mini Cooper S)                                              | BMC                                                                             | John Handley (Morris Mini Cooper S)                                             | BMC                                                                             |
| 1969 | Dieter Quester (BMW 2002)                                                   | Dieter Quester (BMW 2002)                                                   | BMW                                                                             | Spartaco Dini (Alfa Romeo 1600 GTA)                                             | Alfa Romeo                                                                      | Marsilio Pasotti (Abarth 1000 TC)                                               | Abarth                                                                          |
|      | Mästare                                                                     | Mästare                                                                     | Märke                                                                           | Märke                                                                           | Märke                                                                           | Märke                                                                           | Märke                                                                           |
| 1970 | Toine Hezemans (Alfa Romeo 2000 GTAm)                                       | Toine Hezemans (Alfa Romeo 2000 GTAm)                                       | BMW                                                                             | BMW                                                                             | BMW                                                                             | BMW                                                                             | BMW                                                                             |
| 1971 | Dieter Glemser (Ford Capri RS2600)                                          | Dieter Glemser (Ford Capri RS2600)                                          | Alfa Romeo                                                                      | Alfa Romeo                                                                      | Alfa Romeo                                                                      | Alfa Romeo                                                                      | Alfa Romeo                                                                      |
| 1972 | Jochen Mass (Ford Capri RS2600)                                             | Jochen Mass (Ford Capri RS2600)                                             | Alfa Romeo                                                                      | Alfa Romeo                                                                      | Alfa Romeo                                                                      | Alfa Romeo                                                                      | Alfa Romeo                                                                      |
| 1973 | Toine Hezemans (BMW 3.0 CSL)                                                | Toine Hezemans (BMW 3.0 CSL)                                                | BMW                                                                             | BMW                                                                             | BMW                                                                             | BMW                                                                             | BMW                                                                             |
| 1974 | Hans Heyer (Ford Escort RS1600)                                             | Hans Heyer (Ford Escort RS1600)                                             | Ford                                                                            | Ford                                                                            | Ford                                                                            | Ford                                                                            | Ford                                                                            |
| 1975 | Siegfried Müller Sr. (BMW 3.0 CSL) Alain Peltier (BMW 3.0 CSL)              | Siegfried Müller Sr. (BMW 3.0 CSL) Alain Peltier (BMW 3.0 CSL)              | Div.2: BMW, Div.1: Ford                                                         | Div.2: BMW, Div.1: Ford                                                         | Div.2: BMW, Div.1: Ford                                                         | Div.2: BMW, Div.1: Ford                                                         | Div.2: BMW, Div.1: Ford                                                         |
| 1976 | Jean Xhenceval (BMW 3.0 CSL) Pierre Dieudonné (BMW 3.0 CSL)                 | Jean Xhenceval (BMW 3.0 CSL) Pierre Dieudonné (BMW 3.0 CSL)                 | Div.4: BMW, Div.3: (Opel), Div.3: Alfa Romeo, Div.1: Alfa Romeo                 | Div.4: BMW, Div.3: (Opel), Div.3: Alfa Romeo, Div.1: Alfa Romeo                 | Div.4: BMW, Div.3: (Opel), Div.3: Alfa Romeo, Div.1: Alfa Romeo                 | Div.4: BMW, Div.3: (Opel), Div.3: Alfa Romeo, Div.1: Alfa Romeo                 | Div.4: BMW, Div.3: (Opel), Div.3: Alfa Romeo, Div.1: Alfa Romeo                 |
| 1977 | Dieter Quester (BMW 3.0 CSL)                                                | Dieter Quester (BMW 3.0 CSL)                                                | Div.5: BMW, Div.4: BMW, Div.3: Alfa Romeo, Div.2: Volkswagen, Div.1: Alfa Romeo | Div.5: BMW, Div.4: BMW, Div.3: Alfa Romeo, Div.2: Volkswagen, Div.1: Alfa Romeo | Div.5: BMW, Div.4: BMW, Div.3: Alfa Romeo, Div.2: Volkswagen, Div.1: Alfa Romeo | Div.5: BMW, Div.4: BMW, Div.3: Alfa Romeo, Div.2: Volkswagen, Div.1: Alfa Romeo | Div.5: BMW, Div.4: BMW, Div.3: Alfa Romeo, Div.2: Volkswagen, Div.1: Alfa Romeo |
| 1978 | Umberto Grano (BMW 3.0 CSL)                                                 | Umberto Grano (BMW 3.0 CSL)                                                 | BMW                                                                             | BMW                                                                             | BMW                                                                             | BMW                                                                             | BMW                                                                             |
| 1979 | Martino Finotto (BMW 3.0 CSL) Carlo Facetti (BMW 3.0 CSL)                   | Martino Finotto (BMW 3.0 CSL) Carlo Facetti (BMW 3.0 CSL)                   | BMW                                                                             | BMW                                                                             | BMW                                                                             | BMW                                                                             | BMW                                                                             |
| 1980 | Helmut Kelleners (BMW 320) Siegfried Müller Jr. (BMW 320)                   | Helmut Kelleners (BMW 320) Siegfried Müller Jr. (BMW 320)                   | Audi                                                                            | Audi                                                                            | Audi                                                                            | Audi                                                                            | Audi                                                                            |
| 1981 | Umberto Grano (BMW 635CSi) Helmut Kelleners (BMW 635CSi)                    | Umberto Grano (BMW 635CSi) Helmut Kelleners (BMW 635CSi)                    | Skoda                                                                           | Skoda                                                                           | Skoda                                                                           | Skoda                                                                           | Skoda                                                                           |
| 1982 | Umberto Grano (BMW 528i)                                                    | Umberto Grano (BMW 528i)                                                    | Alfa Romeo                                                                      | Alfa Romeo                                                                      | Alfa Romeo                                                                      | Alfa Romeo                                                                      | Alfa Romeo                                                                      |
| 1983 | Dieter Quester (BMW 635CSi)                                                 | Dieter Quester (BMW 635CSi)                                                 | Alfa Romeo                                                                      | Alfa Romeo                                                                      | Alfa Romeo                                                                      | Alfa Romeo                                                                      | Alfa Romeo                                                                      |
| 1984 | Tom Walkinshaw (Jaguar XJ-S)                                                | Tom Walkinshaw (Jaguar XJ-S)                                                | Alfa Romeo                                                                      | Alfa Romeo                                                                      | Alfa Romeo                                                                      | Alfa Romeo                                                                      | Alfa Romeo                                                                      |
| 1985 | Gianfranco Brancatelli (Volvo 242 Turbo) Thomas Lindström (Volvo 242 Turbo) | Gianfranco Brancatelli (Volvo 242 Turbo) Thomas Lindström (Volvo 242 Turbo) | Alfa Romeo                                                                      | Alfa Romeo                                                                      | Alfa Romeo                                                                      | Alfa Romeo                                                                      | Alfa Romeo                                                                      |
| 1986 | Roberto Ravaglia (BMW 635CSi)                                               | Roberto Ravaglia (BMW 635CSi)                                               | Toyota                                                                          | Toyota                                                                          | Toyota                                                                          | Toyota                                                                          | Toyota                                                                          |
| 1987 | Winfried Vogt (BMW M3)                                                      | BMW                                                                         | BMW                                                                             | BMW                                                                             | BMW                                                                             | BMW                                                                             |                                                                                 |
| 1988 | Roberto Ravaglia (BMW M3)                                                   | Roberto Ravaglia (BMW M3)                                                   | Ford                                                                            | Ford                                                                            | Ford                                                                            | Ford                                                                            | Ford                                                                            |

### 2000–2004
| År   | Mästare                                                          | Märke          | Tvåa            | Märke        | Trea                | Märke      |
| ---- | ---------------------------------------------------------------- | -------------- | --------------- | ------------ | ------------------- | ---------- |
| 2004 | Andy Priaulx                                                     | BMW            | Dirk Müller     | BMW          | Gabriele Tarquini   | Alfa Romeo |
| 2003 | Gabriele Tarquini                                                | Alfa Romeo     | Jörg Müller     | BMW          | Andy Priaulx        | BMW        |
| 2002 | Fabrizio Giovanardi                                              | Alfa Romeo     | Jörg Müller     | BMW          | Nicola Larini       | Alfa Romeo |
| 2001 | Fabrizio Giovanardi (Super Touring) Peter Kox (Super Production) | Alfa Romeo BMW | Nicola Larini ? | Alfa Romeo ? | Gabriele Tarquini ? | Honda ?    |
| 2000 | Fabrizio Giovanardi                                              | Alfa Romeo     | ?               | ?            | ?                   | ?          |